# Rijeka Open 2009
Il Rijeka Open 2009 è stato un torneo professionistico di tennis maschile giocato sulla terra rossa, che faceva parte dell'ATP Challenger Tour 2009. Si è giocato a Fiume in Croazia dal 29 giugno al 5 luglio 2009.

## Partecipanti

### Teste di serie
| Nazionalità | Giocatore               | Ranking* | Testa di serie |
| ----------- | ----------------------- | -------- | -------------- |
| Spagna      | Iván Navarro            | 68       | 1              |
| Francia     | Mathieu Montcourt       | 104      | 2              |
| Croazia     | Roko Karanušić          | 110      | 3              |
| Spagna      | Rubén Ramírez Hidalgo   | 115      | 4              |
| Australia   | Peter Luczak            | 158      | 5              |
| Spagna      | Daniel Muñoz de la Nava | 167      | 6              |
| Argentina   | Sebastián Decoud        | 169      | 7              |
| Svizzera    | Stéphane Bohli          | 180      | 8              |

- Ranking al 22 giugno 2009.

### Altri partecipanti
Giocatori che hanno ricevuto una wild card:
- Ivan Čerović
- Marcel Ružić
- Antonio Sančić
- Franko Škugor

Giocatori passati dalle qualificazioni:
- Pavol Červenák
- Nikola Ćirić
- Adrián García (Lucky Loser)
- Nikola Mektić
- Simone Vagnozzi

## Campioni

### Singolare
Paolo Lorenzi ha battuto in finale  Blaž Kavčič con il punteggio di 6–3, 7–6(2)

### Doppio
Sebastián Decoud /  Miguel Ángel López Jaén hanno battuto in finale  Ivan Dodig /  Antonio Veić con il punteggio di 7–6(7), 3–6, [10–8]